# Tesla (musikgrupp)
Tesla är en amerikansk hårdrocksgrupp som bildades i Sacramento, Kalifornien 1984.

## Historik
Det började med att Jeff Keith vann en tävling genom att sjunga Sammy Hagars låt "Your Love is Driving Me Crazy". Efter det sökte resten av bandmedlemmarna upp honom och de bildade bandet City Kidd, som senare byttes till Tesla under inspelningen av debutalbumet "Mechanical Resonance". Bandets originalmedlemmar var sångaren och frontmannen Jeff Keith, gitarristerna Frank Hannon och Tommy Skeoch, basisten Brian Wheat och trummisen Troy Luccketta. Musikstilen Tesla spelar är för det mesta 70-tals influerad heavy metal, blandat med klassisk rock och blues. Bandet turnerade som förband åt David Lee Roth, Def Leppard och Poison. 1989 släppte de sitt andra album "The Great Radio Controversy" som innehöll en hitsingel, "Love Song".
Bandet släppte ett akustiskt livealbum "Five Man Acoustical Jam" 1990, och 1991 släppte de sitt tredje album "Psychotic Supper". Sedan släppte de fjärde studioalbumet "Bust A Nut". Strax efter albumet upplöstes de för att stödja Skeochs drogmissbruk. När Skeoch kommit igen sitt missbruk startade han och Jeff bandet "Bar 7". Brian startade Soulmotor, Frank startade Moon Dog Mane och Troy jobbade med många olika band.
Efter sex års upplösning återförenades de år 2000. Under den nya tiden spelade de in några livealbum: "Replugged Live" och "Standing Room Only", och en rad studioalbum: "Into the Now", "Real to Reel", "Real to Reel Vol. 2", "A Peace of Time" och "Forever More". År 2006 rapporterades det att gitarristen Tommy Skeoch lämnar bandet av familjeskäl. Trots det meddelade Tommy att han sparkades från bandet av andra anledningar(säkert p.g.a. hans missbruk). Han ersattes senare av Dave Rude (rekommenderad av Frank Hannon).
Tesla är fortfarande aktiva idag. 2008 släpptes en ny live-DVD och studioalbumet Forever More. Deras låt "Cumin' Atcha Live" är med i soundtracket till GTA: Vice City. Tesla spelade på Sweden Rock Festival 2008 under deras första Europaturné sedan tidigt 90-tal.
I början av 2010 skrev bandet på deras hemsida att de arbetar på nytt material. Samma år skrevs det att Teslas studio blivit brandhärjad.

## Medlemmar
Nuvarande medlemmar

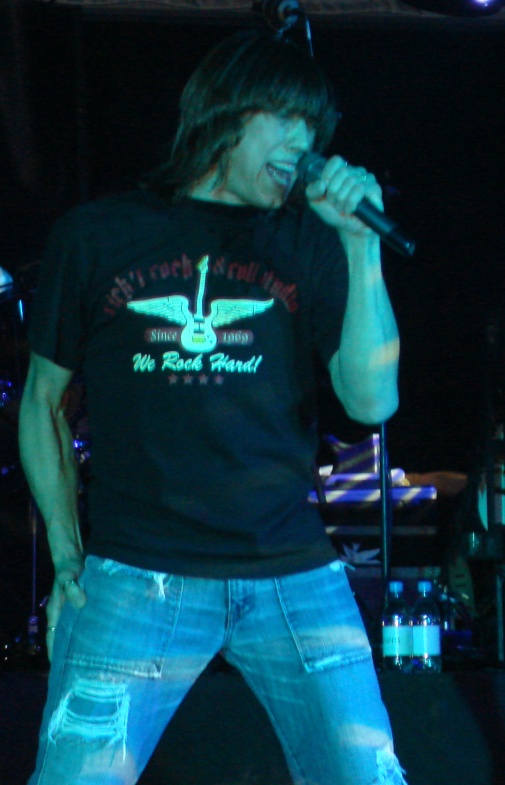
Jeff Keith upptäcktes efter att ha vunnit en tävling.

- Frank Hannon – elgitarr, akustisk gitarr, basgitarr, mandolin, munspel, orgel, piano, keyboard, bakgrundssång (1981–1996, 2000– )
- Brian Wheat – basgitarr, piano, keyboard, bakgrundssång (1981–1996, 2000– )
- Jeff Keith – sång (1984–1996, 2000– )
- Troy Luccketta – trummor, slagverk (1984–1996, 2000– )
- Dave Rude – gitarr, basgitarr, sång (2006– )

Tidigare medlemmar
- Steve Clausman – (1981)
- Bobby Contreras – trummor (1981)
- Colleen Lloy – gitarr, sång (1981–1983)
- Brook Bright – gitarr, sång (1981–1983)
- Jeff Harper – sång (1983)
- Joey Murrieta – gitarr (1983)
- Curtis Chapman – gitarr (1983–1984)
- Tommy Skeoch - gitarr, bakgrundssång (1984–1994, 2000–2006)
- Tommy Armstrong-Leavitt – gitarr, bakgrundssång (2013)

## Diskografi

### Studioalbum
- Mechanical Resonance (1986)
- The Great Radio Controversy (1989)
- Psychotic Supper (1991)
- Bust a Nut (1994)
- Into the Now (2004)
- Real to Reel (2007)
- Real to Reel, Vol. 2 (2007)
- Forever More (2008)
- Twisted Wires & the Acoustic Sessions... (2011)
- Simplicity (2014)

### Livealbum
- Five Man Acoustical Jam (1990)
- Replugged Live (2001)
- Standing Room Only (2002)
- Extended Versions (2003)
- Alive in Europe! (2010)

### EP
- Modern Day Cowboy(live),Love Me(live),Cover Queen (live) (1987)
- A Peace of Time (2007)

### Singlar (urval)
Topp 20 på Billboard Hot Mainstream Rock Tracks
- "Heaven's Trail (No Way Out)" (1989) (#13)
- "Love Song" (1989) (#7, också #10 på Billboard Hot 100)
- "Signs" (1990) (#2)
- "The Way It Is" (1991) (#13)
- "Call It What You Want" (1991) (#19)
- "Edison's Medicine" (1991) (#20)
- "Love Song" (1992) (#13, återutgåva)
- "What You Give" (1992) (#7)
- "Mama's Fool" (1994) (#5)
- "Need Your Lovin'"1994) (#19)

Samlingsalbum
- Rock Box (1986)
- Selections From Psychotic Supper (1991)
- Electric, Acoustic and Psychotic (1992)
- Time's Makin' Changes - The Best of Tesla (1995)
- 20th Century Masters: The Millennium Collection - The Best of Tesla (2001)
- Gold (2008)

### Video
- Five Man Video Band (VHS) (1991)
- Time's Makin' Changes: The Videos & More (VHS 1995, DVD 2002))
- Comin' Atcha Live! (DVD) (2008)